# Automotrice FFS Bem 550
L'automotrice Bem 550 delle Ferrovie federali svizzere (FFS) è un'elettromotrice articolata a scartamento normale concepita per il servizio sulla ferrovia Ginevra-La Plaine.

## Storia
Per sostituire le elettromotrici BDe 4/4 II nel servizio locale tra Ginevra e La Plaine, le FFS decisero, dopo aver studiato diverse varianti (tra le quali anche l'acquisto di materiale rotabile di costruzione francese analogo a quello in servizio presso la SNCF), di ordinare, nel maggio 1992, cinque automotrici analoghe a quelle in servizio sulla Tranvia del Sud-Ovest losannese (TSOL). Parallelamente, nel 1992, sottoscrivevano una convenzione con il Canton Ginevra per permettere un aumento dell'offerta sulla linea Ginevra-La Plaine, allora giudicata scarsa, che soffriva il fatto di dover dare la precedenza al traffico a lunga percorrenza; il 25 settembre 1994 veniva introdotta, con materiale rotabile francese preso in affitto, la nuova offerta della quale le nuove automotrici, che sarebbero entrate in servizio il 5 novembre, erano uno dei cardini. A fini di marketing il nuovo servizio venne denominato Rhône-Express-Régional, ragione per la quale anche la livrea delle elettromotrici si caratterizzava per la presenza della sigla "RER".
Nel 2001 le elettromotrici vennero rese atte, per mezzo di diverse modifiche, all'esercizio fino a Bellegarde-sur-Valserine.
Con la cessazione, il 14 luglio 2014, dell'esercizio a corrente continua tra Ginevra e Bellegarde, le elettromotrici vennero ritirate dal servizio, in attesa di trovare un compratore.

## Caratteristiche
A differenza delle elettromotrici losannesi, le automotrici Bem 550 permettono l'esercizio su linee costruite secondo norma UIC 505, ovvero con banchine di un'altezza compresa tra 0 e 350 mm sul piano del ferro; inoltre, sono dotate di un minore numero di porte d'accesso. Parimenti, a causa dei differenti apparati di trazione, si sono rese necessarie modifiche all'architettura del sottocassa; per prevenire le conseguenze di eventuali scontri la cassa, in acciaio leggero, è inoltre rinforzata nelle parti frontali.
L'equipaggiamento di trazione è derivato, in particolare per ciò che attiene al convertitore, da quello degli elettrotreni ABe 4/6 in servizio sulla ferrovia Locarno-Domodossola.
Per spostarsi sulle tratte non elettrificate, rispettivamente elettrificate a corrente alternata, le elettromotrici sono dotate di un motore diesel ausiliario da 88 kW di potenza.
Gli allestimenti interni corrispondevano in origine a quelli delle elettromotrici TSOL, fatta salva una disposizione dei sedili leggermente diversa. Quando nel 2001 le elettromotrici vennero rese atte alla circolazione in Francia, i sedili vennero sostituiti con altri dalle migliori caratteristiche ignifughe.

## Impiego

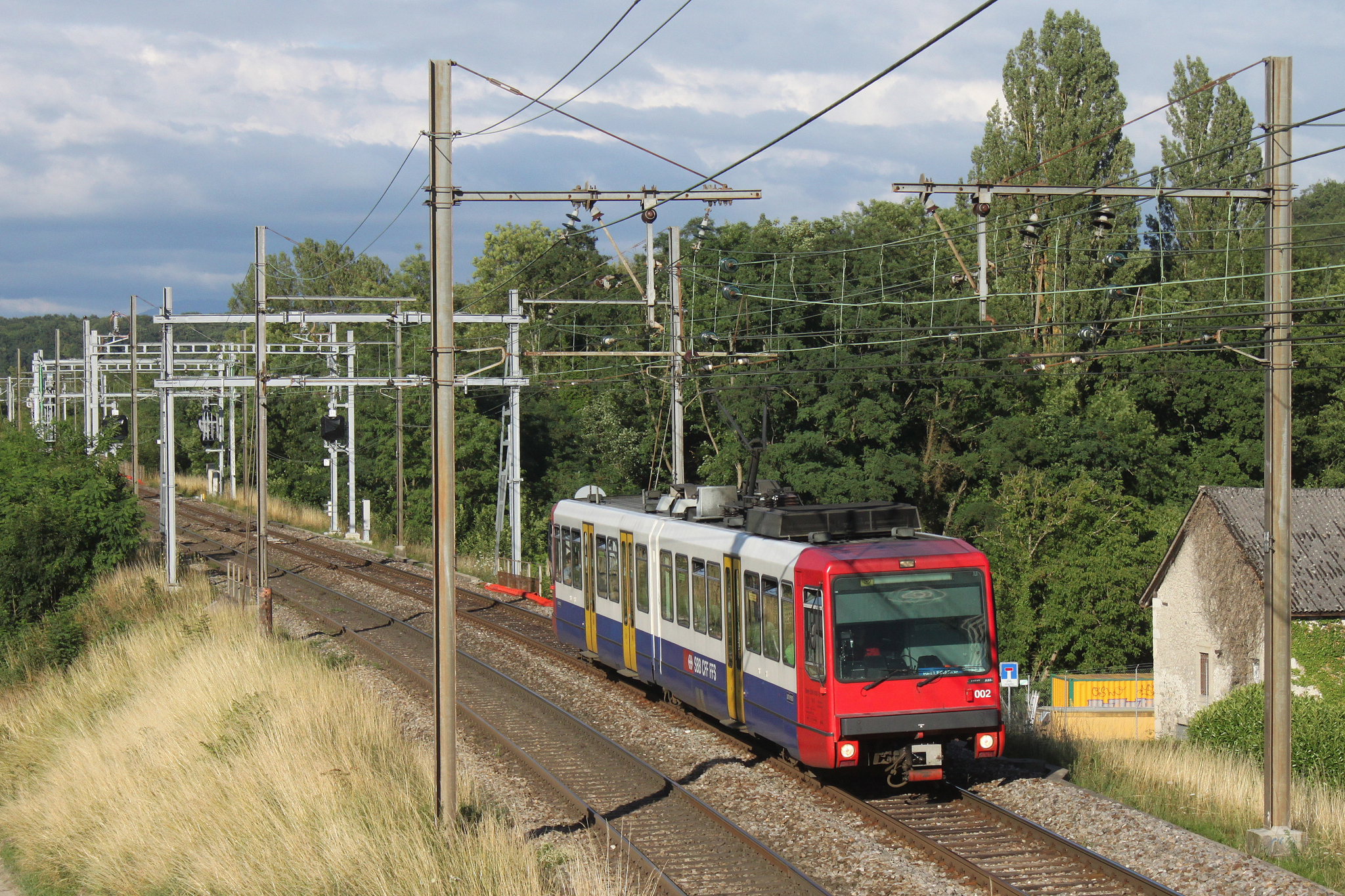
Bem 550 002 in arrivo a La Plaine il 14 luglio 2014, ultimo giorno di esercizio con corrente continua.

Le elettromotrici sono state impiegate dal 1994 al 2014 per il servizio sulla ferrovia che da Ginevra conduce verso Bellegarde, fino al 2001 limitatamente alla stazione di La Plaine.